# Topobea longisepala
Topobea longisepala är en tvåhjärtbladig växtart som beskrevs av Henry Allan Gleason. Topobea longisepala ingår i släktet Topobea och familjen Melastomataceae. Inga underarter finns listade i Catalogue of Life.